# Breite (Calbe)

Portalinschrift und Wappen von Jacob Lüdecke

Die Breite ist  eine historische Straße in Calbe (Saale). Am unteren Ende läuft sie in eine Kreuzung mit der August-Bebel-Straße sowie der Wilhelm-Loewe-Straße, und an ihrem oberen Ende stößt sie auf die Straße Neustadt.
Die Breite war ursprünglich ein Ackergelände (Breite = Ackerstreifen) westlich des alten Königshofes im Bereich der heutigen „Ritterstraße“ und wahrscheinlich zu diesem gehörig. Nachdem die alte Königshof-Anlage nach dem Bau des neuen Schlosses von den Erzbischöfen aufgegeben worden war, wurde in den 1360er bis 1380er Jahren im Rahmen der von Erzbischof Dietrich von Portitz initiierten Stadterweiterung das neue städtische „Breite-Viertel“ („latitudo“) angelegt.
Es wurde zusammen mit dem Ritterstraßen-Viertel (platea militum) den beiden ursprünglichen Stadtteilen angefügt und mit einer starken Stadtbefestigung umgeben. Als im 18. Jahrhundert die Stadt an der West-, Ost- und Nordseite erweitert wurde, trug man die Stadtbefestigung ab. Reste der Mauer und der Türme sind noch zu sehen.

Wappentafel Conrad Lemmers sen. und seiner Frau vom ehemaligen Lemmerhof am Eingang des Sparkassengebäudes Calbe

Die Straße erhielt ihren Namen von dem Stadtviertel. Er passt zu ihr, insofern sie über Jahrhunderte die breiteste Straße in der Stadt war. Deshalb diente sie u. a. als kleinstädtischer Boulevard und Paradeweg.
- Auf dem Gelände des heutigen Sparkassengebäudes gab es bis 1935 den „Lemmerhof“ von Conrad Lemmer sen. aus dem 17. Jahrhundert, von dem am Eingang zur Sparkasse eine alte Hausinschrift  und im Hof dahinter ein Taubenturm zu sehen sind. Der Hofeingang in der jetzigen Wilhelm-Loewe-Straße verweist auf den Besitzer von 1697: Johann Friedrich Reichenbach, der auch das Rittergut Calbe/Saale besaß.

Breite 42/43, links Portal mit Sitznischen, rechts Klassizismus-Portal der Familie Nicolai

- Das Haus Breite Nr. 42/43 wurde nach der Zerstörung im Dreißigjährigen Krieg von dem Juristen, Bürgermeister, Amtmann und Pfänner Jacob Lüdecke wieder aufgebaut, woran die lateinische Portalinschrift über der linken Tür erinnert. Im 18. Jahrhundert stand hinter dem Patrizierhaus eine große  Tuchmanufaktur, die dem Kaufmann Joachim Gerhard Ritter gehörte. Sehenswert sind die Sitznischen vor dem linken Eingang. 1816 gingen die Gebäude an den Wollwarenfabrikanten Johann Christoph Nicolai über, der in der Fabrik 1831 mit dem Betrieb einer der ersten Dampfmaschinen in der preußischen Provinz Sachsen die industrielle Revolution auch in Calbe einläutete. In den 1930er Jahren wurde dann in dem ehemaligen Patrizierhaus die Krankenversicherungskasse untergebracht. Das Gebäude, welches nach dem Zweiten Weltkrieg als Wohnhaus genutzt wurde, brannte im September 1996 bis auf die Grundmauern und die Portale ab.

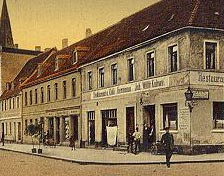
Gaststätte Zum Großen Kurfürsten in der Breite Nr. 1 um 1910

- Nördlich neben der Tuchmanufaktur  befand sich die Superintendentur.
- Daneben, an der Ecke Wilhelm-Loewe-Straße, hatte sich im 19. Jahrhundert die Gaststätte „Zum Großen Kurfürsten“ etabliert.
- Das Gebäude der ehemaligen Commerz-Bank, der späteren Stadtbibliothek, stammt aus den 1920er Jahren. In diesem Bauwerk befindet sich heute der Abwasserzweckverband Elbe-Saale.

- 1936 wurde die Sparkasse auf dem Gelände des „Lemmer-Hofes“ (s. oben) erbaut.

- Ende des 19. Jahrhunderts wurde in der Breite Nr. 14 eine für den Landkreis Calbe bedeutende Druckerei (Fa. Goppelt) eröffnet.

In Patrizierhäusern der Breite residierten unter anderem:
- Leopold I., Fürst von Anhalt-Dessau („Der Alte Dessauer“)
- Dietrich, Prinz von Anhalt-Dessau
- Franz Adolf, Prinz von Anhalt-Bernburg (s. Garnison Calbe (Saale))
- Claude-Victor Perrin gen. Victor, Herzog von Belluno, Marschall von Frankreich
- Michel Ney, Herzog von Elchingen, Fürst von der Moskwa, Marschall von Frankreich

Diese Kommandeure nutzten die Breite unter anderem für Militär-Paraden.